# Кузьменко, Мария Васильевна
Мария Васильевна Кузьменко (1918 — 1995) — советский геохимик, лауреат Государственной премии СССР (1970).

## Биография
Окончила Московский геологоразведочный институт (1941).
В 1943—1953 научный сотрудник Института Геологических наук АН СССР.
В 1953—1956 годы работала в спецлаборатории «Минералогия и геохимия редких элементов». Открыла минерал Бериллит Be3SiO4(OH)2*H2O (1954).
С 1956 года в Институте минералогии, геохимии и кристаллохимии редких элементов АН СССР (ИМГРЭ), с 1967 года зав. сектором.
Кандидат геолого-минералогических наук (1953), старший научный сотрудник (1958).
Сочинения:
- Геохимия тантала и генезис эндогенных танталовых месторождений / М. В. Кузьменко ; Акад. наук СССР, М-во геологии СССР, Ин-т минералогии, геохимии и кристаллохимии редких элементов. — Москва : Наука, 1978. — 213, [3] с. : ил.
- Власов К. А., Кузьменко М. В., Еськова Е. М. Ловозерский щелочной массив. М., 623 с.

В её честь названы минералы Паракузьменкоит-Fe (2001) и Кузьменкоит-Zn (2002).

## Звания и награды
Государственная премия СССР 1970 года — за 3-томную монографию «Геохимия, минералогия и генетические типы месторождений редких металлов».